# كين براون (لاعب كرة قدم أمريكية، 1954)
كين براون (بالإنجليزية: Ken Brown)‏ هو لاعب كرة قدم أمريكية أمريكية، ولد في 1954 في ساغيناو في الولايات المتحدة.

## وصلات خارجية
- كين براون على موقع مرجع كرة القدم المحترفة.كوم (الإنجليزية)